# مسرح البحرين
نشأ مسرح البحرين في أوائل القرن العشرين بعد إدخال التعليم الرسمي في البلاد. على الرغم من أن مسرحيات الظل وعروض الدمى كانت منتشرة انتشارا واسعا في البحرين سابقًا، إلا أن المسرحيات الدرامية قُدّمت على الطراز الأوروبي في المدارس، وتضمنت المسرحيات التي كتبها المسرحيون العرب لاحقًا في المناهج الدراسية. 
ومع تزايد اهتمام المجتمع المدني بالمسرح وتأثره بأمثال توفيق الحكيم وسعد الله ونوس شهدت البحرين عصرًا ذهبيًا بحلول سبعينيات القرن العشرين لكتاب مسرحيين مثل علي الشرقاوي وإبراهيم العريض وعقيل سوار ويوسف الحمدان. تستضيف البحرين ثلاث فرق مسرحية بارزة: فرقة مسرح أوال، وفرقة مسرح الجزيرة، وفرقة مسرح السواري. وفي عام 2012 افتُتح المسرح الوطني البحريني الذي يتسع لألف مقعد.

## تاريخ المسرح
كشفت الحفريات الأثرية في المواقع التي يعود تاريخها إلى حضارة دلمون في العصر البرونزي في البحرين عن وجود دين وثني طقسي يُقال أنه به عناصر مسرحية. إلا أن المعلومات المعروفة عنه محدودة. وقد دخل البحرينيون الإسلام في القرن السابع الميلادي. ولم يشجع الإسلام على التمثيل أو الدراما، إلا أن أحداث عاشوراء ألهمت شكلاً من أشكال التعبير الدرامي يسمى التعزية. تحدث هذه الأحداث الدرامية في شهر محرم، وتحيي ذكرى معركة كربلاء التي قُتل فيها حفيد النبي محمد الإمام الحسين وأصحابه. كذلك في العالم الإسلامي صورتان من الدراما - المقامة وخيال الظل.
وشملت صورٌ أخر من فنون الأداء في البحرين مسارحَ العرائس ومسارح الظل التي انتشرت في العصور الوسطى وحتى القرن الثامن عشر. وصلت المسرحيات الدرامية الأوروبية أول مرة إلى العالم العربي نتيجة الاحتلال الفرنسي لمصر عام 1798، ووصلت في النهاية جزيرة البحرين.

## الفرق
عملت ثلاث فرق مسرحية غير ربحية بارزة في البحرين. وتتلقى هذه الشركات إعانات من الحكومة البحرينية.

### مسرح أوال
أُسست أقدم فرقة مسرحية في البلاد وأول فرقة تشكلت بصورة مستقلة عن أي جمعية أهلية أو نادي عام 1970. يقع مقرها الرئيس في مدينة المحرق، وكانت عروضها تُقام بصورة رئيسة في العاصمة المنامة. وعملت فرقة مسرح أوال على تشجيع المواهب المسرحية والممثلين المحليين معتمدةً على الدعم الحكومي. وكانت أولى مسرحياتها هي مسرحية الكرسي العتيق عام 1970 التي كتبها محمد عوض. ومنذ ذلك الحين، قدمت الفرقة مسرحيات إقليمية عربية ودولية.

### مسرح الجزيرة
أُسست فرقة الجزيرة عام 1971 امتدادًا لنادي الجزيرة وضمت أعضاء سابقين في مسرح أوال، وكان أعضاؤها شبه محترفين وتدربوا كثيرًا في المعاهد العليا للفنون المسرحية في الكويت.
قدمت فرقتا مسرح أوال والجزيرة عروضًا موسمية في البحرين ومسرحيات درامية في جميع أرجاء الوطن العربي.

### مسرح الصواري
أسس عبد الله السواري فرقة مسرح الصواري عام 1991، وتركزت على المسرح التجريبي، ممثلةً عناصر المسرح الآسيوي مثل الكاثاكالي من الهند وكابوكي من اليابان.